# Cricula jordani
Cricula jordani är en fjärilsart som beskrevs av Felix Bryk 1944. Cricula jordani ingår i släktet Cricula och familjen påfågelsspinnare. Inga underarter finns listade i Catalogue of Life.